# Włodzimierz Kulisz
Włodzimierz Zygmunt Kulisz (ur. 14 lipca 1946 w Będzinie) – polski samorządowiec, górnik, od 1996 do 1998 prezydent Siemianowic Śląskich.
Urodził się w Będzinie, ale mając cztery lata przeniósł się do Siemianowic Śląskich, gdzie jego rodzina mieszkała przed II wojną światową. Z wykształcenia inżynier geolog, ukończył studia Akademii Górniczo-Hutniczej w Krakowie. Przez kolejne lata pracował jako górnik: najpierw przez 3 lata w Knurowie, potem przez 21 w Siemianowicach Śląskich. Należał do PZPR, potem do Solidarności. Od 1994 był wiceprezydentem Siemianowic Śląskich, następnie w 1996 zastąpił Zbigniewa Szandara na stanowisku prezydenta. Po wyborach z 1998 jego następcą został Henryk Mrozek, natomiast Kulisz ponownie objął funkcję wiceprezydenta na lata 1998–2002. W wyborach bezpośrednich z 2002 kandydował na prezydenta z poparciem prawicowej Alternatywy dla Siemianowic Śląskich i uzyskał 5,73% głosów, zajmując 6. miejsce i nie przechodząc do drugiej tury. W 2010 bezskutecznie kandydował do Rady Miasta z listy KWW Jacek Guzy i Forum Samorządowe.